# I Finally Found Someone
«I Finally Found Someone» (с англ. — «Я наконец нашла кого-то») — песня, записанная американской певицей Барброй Стрейзанд и канадским певцом Брайаном Адамсом в 1996 году для фильма «У зеркала два лица». Песню написала сама Стрейзанд, музыку написал Марвин Хэмлиш, продюсером выступил Дэвид Фостер, который стал инициатором того, чтобы певица записала песню в дуэте с Адамсом.
Песня достигла восьмой строчки в чарте Billboard Hot 100 и второй в чарте Adult Contemporary. Для Стрейзанд это был первый в значительной мере успешный сингл с 1981 года, попавший в топ-10, а также получивший золотую сертификацию. В других странах песню также ждал успех: она достигла первого места в Ирландии, второго в Австралии и шестого в Новой Зеландии. В родной Адамсу Канаде песня добралась до 18 места.
Официальный видеоклип представляет собой отрывки из фильма, а также кадры со съёмок фильма.
Песня была номинирована на премию «Оскар» в категории «Лучшая песня к фильму». К слову, на 69-церемонии «Оскара» Стрейзанд должна была выступать с данной песней, но отказалась. Многие связали «бойкот» с тем, что члены Академии не номинировали её картину «У зеркала два лица» как лучший фильм. В итоге режиссёры обратились к Натали Коул с просьбой выступить, но та серьёзно заболела прямо перед шоу и тогда предложение сделали Селин Дион (она готовила номер с песней «Because You Loved Me», также номинированной). В это время Стрейзанд передумала, но оказалось, что вместо неё уже будет петь Дион. Тем не менее Барбра была на церемонии и пожелала Селин удачи, но во время её выступления удалилась из зала. Надо сказать, что Дион исполняла именно песню «I Finally Found Someone». Многие СМИ сразу же раздули скандал о двух враждующих певицах, однако Барбра быстро пресекла любые спекуляции и лично познакомившись с Селин предложила ей спеть дуэтом. Их сотрудничество вылилось в сингл «Tell Him».

## Чарты

### Еженедельные чарты
| Чарт (1997)                         | Пиковая позиция |
| ----------------------------------- | --------------- |
| Австралия (ARIA)                    | 2               |
| Австрия (Ö3 Austria Top 40)         | 23              |
| Бельгия/Фландрия (Ultratop 50)      | 6               |
| Бельгия/Валлония (Ultratop 50)      | 14              |
| Канада (RPM Top Singles)            | 18              |
| Канада (RPM Adult Contemporary)     | 2               |
| Франция (SNEP)                      | 40              |
| Германия (GfK)                      | 53              |
| Исландия (Íslenski Listinn Topp 40) | 34              |
| Ирландия (IRMA)                     | 1               |
| Италия (FIMI)                       | 13              |
| Нидерланды (Dutch Top 40)           | 16              |
| Нидерланды (Single Top 100)         | 16              |
| Новая Зеландия (Recorded Music NZ)  | 6               |
| Шотландия (OCC Scotland)            | 24              |
| Швеция (Sverigetopplistan)          | 9               |
| Швейцария (Schweizer Hitparade)     | 17              |
| Великобритания (OCC UK Singles)     | 10              |
| США (Billboard Hot 100)             | 8               |
| США (Billboard Adult Contemporary)  | 2               |
| США (Billboard Adult Pop Airplay)   | 19              |
| США (Billboard Pop Airplay)         | 25              |

### Годовые чарты
| Чарты (1997)                      | Позиция |
| --------------------------------- | ------- |
| Австралия (ARIA)                  | 21      |
| Бельгия/Фландрия (Ultratop 50)    | 42      |
| Бельгия/Валлония (Ultratop 50)    | 83      |
| Канада (RPM Adult Contemporary)   | 16      |
| Европа (Eurochart Hot 100)        | 96      |
| Швеция (Sverigetopplistan)        | 84      |
| Великобритания (UK Singles Chart) | 144     |
| США (Billboard Hot 100)           | 53      |

### Сертификации и продажи
| Регион | Сертификация | Продажи  |
| --- | ------------ | -------- |
| Австралия (ARIA) | Платиновый   | 70 000^  |
| Новая Зеландия (RMNZ) | Золотой      | 5000*    |
| США (RIAA) | Золотой      | 500 000^ |
| * Данные о продажах приведены только на основе сертификации. ^ Данные о тиражах приведены только на основе сертификации. |              |          |